# Takahashi Ai
Takahashi Ai (高橋 愛 Takahashi Ai, Cao Kiều Ái) thuộc thế hệ thứ năm của Morning Musume. Cô gia nhập nhóm vào tháng 8 năm 2001 cùng các thành viên Konno Asami, Ogawa Makoto, và Niigaki Risa. Cô tốt nghiệp Morning Musume và Hello! Project và ngày 23 tháng 7 năm 2006, để tập trung cho việc học tập và kì thi vào đại học của mình..
Konno quay trở lại Hello! Project và tiếp tục luyện tập trong Gatas Brilhantes H.P. và Ongaku Gatas trong khi học tập, Pon-chan là người đầu tiên tốt nghiệp H!P rồi quay trở lại.

## Nhóm nhạc tham gia
•	Morning Musume (2001-)
Nhóm phụ:
•	Minimoni (2003-2004)
•	Morning Musume Sakura Gumi (2003-2004)
Nhóm ngẫu hứng:
•	2002: Happy 7
•	2003: 7AIR
•	2004: H.P. All Stars
•	2005: Elegies
Các nhóm khác:
•	Pocky Girls (2002)
•	Metro Rabbits H.P. (2006-)
Ai Takahashi gia nhập Morning Musume vào năm 2001 trực thuộc thế hệ thứ năm của nhóm, cùng với Makoto Ogawa, Asami Konno, và Risa Niigaki. Single ra mắt của cô cùng nhóm là "Mr. Moonlight ~Ai no Big Band~", và sự xuất hiện đầu tiên của cô trong bản phát hành dài của Morning Musume là album thứ 4, với tên gọi 4th Ikimasshoi!. Còn trong Hello! Project shuffle unit, cô xuất hiện lần đầu trong single năm 2002, "Shiawase Beam! Suki Suki Beam!" trong nhóm Happy 7.
Vào năm 2003, Takahashi thay thế Mari Yaguchi trong nhóm lẻ của Morning Musume, Mini Moni, trong bộ phim đầu tay của nhóm Mini Moni ja Movie: Okashi na Daibōken! cùng các soundtrack của phim. Kể từ đó, cô được các fan gọi là "Takitty", là nhân vật con mèo cô đóng trong phim..
Gần cuối năm 2003, cô tiếp tục tham gia nhóm nhỏ thứ hai của Morning Musume mang tên Morning Musume Sakuragumi,, ra mắt 2 single: "Hare Ame Nochi Suki" và "Sakura Mankai", cùng với nhóm ngẫu nhiên 7Air, mang âm hưởng R&B..
Giọng hát của Takahashi được chú ý hơn sau khi các single và album thứ hai của Minomoni, Mini Moni Songs 2 (2004) được phát hành, cũng như trong single mùa xuân năm 2004 của Morning Musume:"Roman ~My Dear Boy~". Cô cũng được chọn hát cùng với Tsunku trong bản cover "Love: Since 1999" mà trước đây ông đã song ca với Ayumi Hamasaki, bản cover nằm trong album solo " Take 1".
Năm 2005, single đầu năm của Morning Musume, "The Manpower!!!", Takahashi nắm vai tò hát bè chính, và vị trí trong nhóm của cô càng lúc càng được khẳng định. Mùa hè năm đó, cô tham gia nhóm ngẫu nhiên của năm 2005 Elegies.
Vào năm 2006, Takahashi đảm nhận vai chính, Sapphire, trong nhạc kịch "Ribbon no Kishi The Musical". Nhạc kịch có sự tham gia của Takarazuka Revue (Nhóm nhạc kịch toàn nữ nổi tiếng khắp Nhật Bản) và Hello! Project. Nhạc kịch dựa trên cốt truyện trong manga của Tezuka Osamuvà cũng có sự tham gia của v-u-den, Nozomi Tsuji, Aya Matsuura, và Natsumi Abe, cũng như Marcia và Kaoru Ebira của Takarazuka Revue. Cùng thời điểm đó, single solo đầu tay và cũng là duy nhất của Takahashi tính đến thời điểm này: "Yume Kara Samete" được chính thức phát hành.
Sau khi đội trưởng Yoshizawa Hitomi làm lễ tốt nghiệp Morning Musume vào ngày 6 tháng 5 năm 2007, đội phó đương nhiệm Fujimoto Miki lên nắm quyền đội trưởng, và Takahashi trở thành đội phó mới của nhóm. Tuy nhiên, vào ngày 1 tháng 6 năm 2007, Fujimoto đột ngột từ chức đội trưởng và rời khỏi nhóm, và Takahashi lên làm đội trưởng.
Takahashi cũng là đội trưởng của 1 nhóm trong Hello! Project kickball, Metro Rabbits H.P..
Năm 2008, Takahashi trơ rthanfh thành viên của High-King, nhóm nhạc được thành lập nhằm mục đích quảng bá cho nhạc kịch tiếp theo của Morning Musume " Cinderella the Musical ", và người đảm nhận vai chính, Cinderella vẫn là Takahashi Ai.
Vào tháng 7 năm 2008, Hello!Project thông báo chính thức rằng Takahashi cùng đội phó phó Risa Niigaki tham gia một bộ phim truyền hình Hitmaker Aku Yuu Monogatari. Bộ phim kể về con đường sự nghiệp của một số nghệ sĩ thành danh trong thập kỉ 80. trong phim này, Ai-chan và Gaki-san đóng vai hai thành viên nữ của nhóm nhạc Pink Lady: Mitsuyo Nemoto ("Mie") và Keiko Masuda ("Kei").
Đầu tháng 1 năm 2009, Ai Takahashi và Risa Niigaki chính thức trở thành hai thành viên tồn tại lâu nhất trong Morning Musume. Cô là một trong 4 người có thời gian gia nhập Morning Musume là 7 năm và sẽ tiếp tục dài hơn nữa (cùng với Kaori Iida, Yoshizawa và Niigaki).
Và ngày 1 tháng 2 năm 2009, trong concert tốt nghiệp của Elder Club: "Hello Pro Award '09 ~Elder Club Sotsugyō Kinen Special~" tổ chức tại Yokohama Arena, Nakazawa Yuko trao vị trí đội trưởng Hello! Project cho Takahashi.